# Ludovico Antonio Muratori

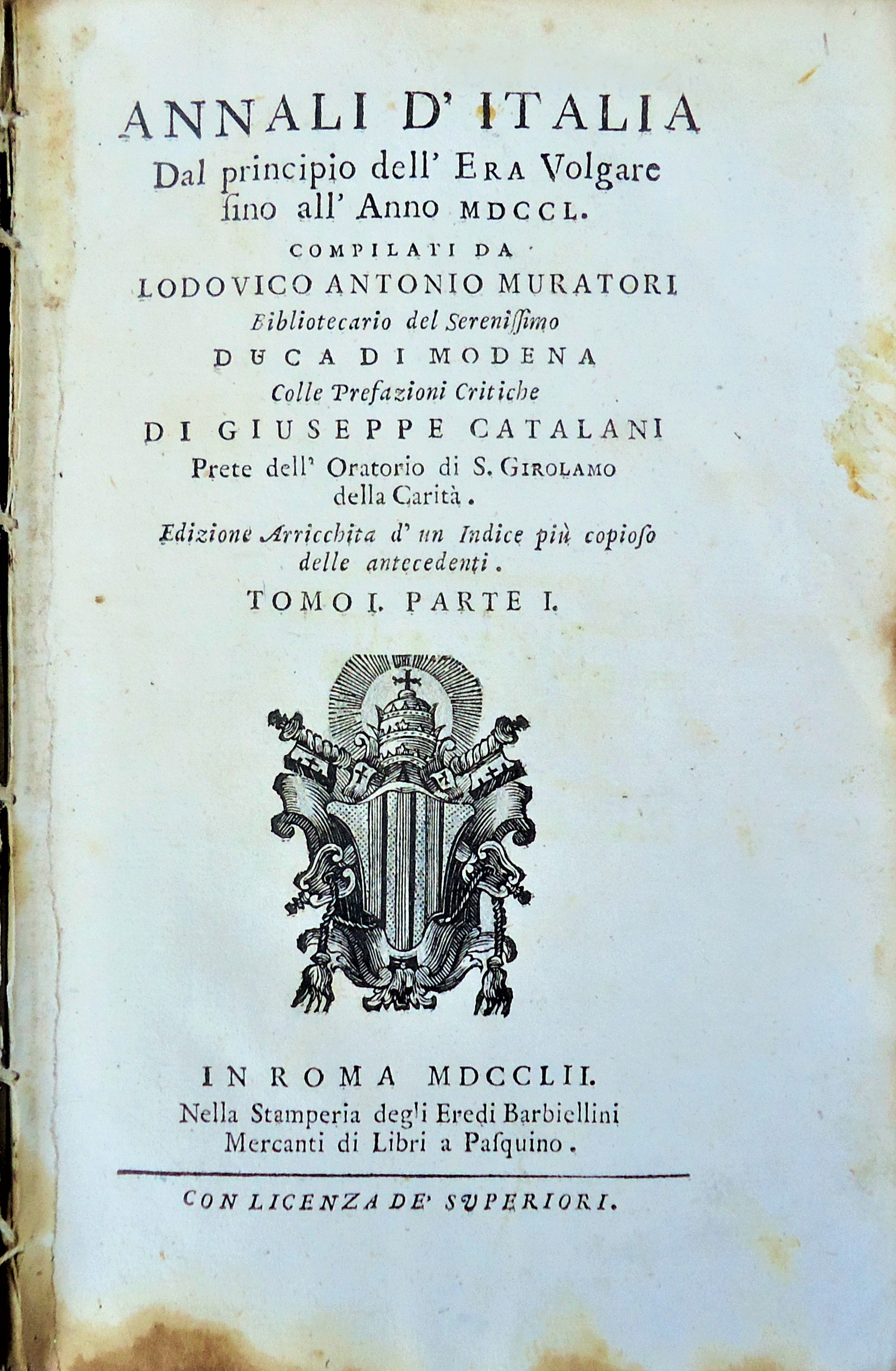
Ludovico Antonio Muratori,, 1752, t. I, p. I

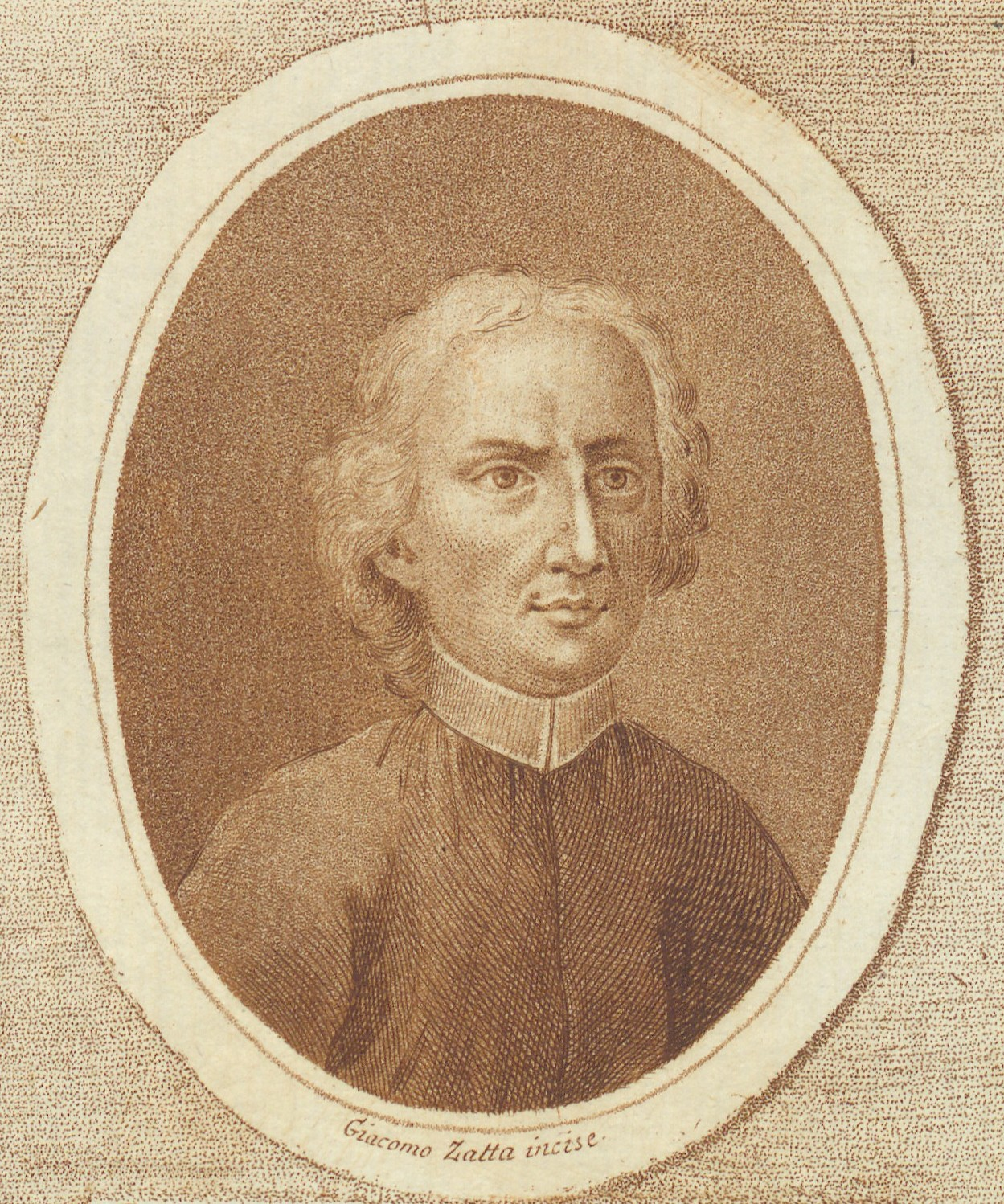
Ludovico Antonio Muratori

Ludovico Antonio Muratori (1672. október 21. – 1750. január 23.) olasz történész, pap, író, numizmatikus és könyvtáros. Korának vezető tudósa, és az általa felfedezett Muratori-töredék névadója, ami a legkorábbi ismert listája az újszövetségi könyveknek.
Kiemelkedett a 18. századi olasz értelmiségiek közül a tudás minden szintjéhez való elköteleződésével. Őt tartják az olasz történetírás atyjának. Pappá lett 1688-ban és 1695-ben a milánói Ambrosiana-könyvtár őrének nevezték ki. 1700-ban Modenába hívták meg a hercegi könyvtár és levéltár igazgatójának. Összes művei Arezzóban (1767-80, 36 köt.) és Velencében (1790-1810, 48 köt.) jelentek meg, életrajzát megírta unokája (Velence, 1756).

## Eszmerendszerének alappillérei
- TÖRTÉNETI KRITIKA – Muratori tudományos igénnyel nyúlt a középkori forrásokhoz, és Ő volt az első olasz, aki a mai értelembe vett történeti kritika módszereit alkalmazta. Szerinte a kritika legyen tárgyilagos, kiegyensúlyozott, független és alázattal teli. "Ha valami ellentmond az igazságnak, azt nem lehet megtűrni, még akkor sem, ha az szt. Ágostontól származik: bár Ágoston az egyik legnagyobb az egyházatyák közül, az igazságot jobban kell nála is tisztelni."
- EGYHÁZZAL KAPCSOLATOS KRITIKA – Szerinte szükség van a vallás dolgainak felülvizsgálatára, hogy kiszűrhető legyenek a "hibák és csalások", a "kitalált csodás jelenségek" és "a bizonytalan apokrif szövegek", mindezen hibákba jeles írók is beleeshettek. Tevékenységének fókuszában a hagiográfia állt. Ezeket a hibákat egyenesen szemétnek tartotta, amit el kell takarítani. Alapelve: minden hitbeli cselekedet, minden vallási állítás dogmára kell, hogy épüljön. A legnagyobb vitát kiváltott terület a Mária-tisztelet és a vallási ünnepek száma volt.
- A BABONÁK ELLENI KÜZDELEM és a "MEGREGULÁZOTT VALLÁS" IGÉNYE – Muratori kutatta a népi vallásosság formáit, különösen is a babonákat és a vallási eltévelyedéseket. Szerinte a pestis terjedése különösen is táptalaja volt a vallási hiedelmek kialakulásának. Főbb témái: hamis relikviák, a boszorkánykodás, és a kitalált szentek témája. Szerinte a nép nagyfokú vallási tudatlansága és papok képzetlensége volt ennek az oka. Megoldás minderre a papok képzési színvonalának emelése és nép vallási oktatás lenne.
- AZ IGAZSÁG SZERETETE – "Veritas una est", csak egyféle igazság van, vallotta. Elveinek gyökere volt az igazság kérlelhetetlen feltárása. Muratori nem tudott nem legendaromboló lenni, – úgy gondolta -, hogy csak úgy tehet jót a katolikus vallásnak, ha "rombolva" építkezik.
- GYAKORLATIAS LELKÜLET – Stílusa áthatóan őszinte és konkrét. Ő a tudást és a hitet kívánta egyesíteni. Olyanfajta gondolatrendszer igyekezett alkotni, mely felfedi a legfőbb okait a jó és rossz cselekedeteknek. Szerinte a történelem a gyakorlat mestere, ezért ismerni kell azt. A tradíció és újszerűség egyensúlyát teremtette meg. Fontosnak tartotta, hogy megkülönböztesse az igazat a hamistól. Plébánosként maga is tanította a rábízottakat.
- A SZOCIÁLIS ÉRZÉKENYSÉG – Alapelve a keresztény szeretet: Istenszeretet = emberszeretet. E kérdés felfogásában úttörő volt az ő korában. Gyakorolta az aktív emberszeretetet és csökkentette az ünnepeket, hogy szegényeknek legyen lehetőségük a mindennapi megélhetésük beszerzéséhez. Korának gondolkodói úgy látták, hogy szegénység oka a lustaság és a gyengeség, míg Ő úgy látta, hogy társadalmi és gazdasági okai vannak. Ebben látnokinak számított! Muratori szerint nem alamizsna kell az embereknek, hanem munkalehetőség. Alapított egy Szeretet Társasága nevű intézményt, melyben munkát ad a rászorulóknak. Az volt a véleménye, hogy a keresztény birtoknak karitatív szerepet kell betölteni.
- AZ EGYHÁZ TANÍTÁSÁNAK VÉDELME – Hitvédelmi művet is írt: "A szent tudományokban való tájékozódásról" címmel, melyet Itáliában és Németországban hétszer is kiadtak, olyan nagy sikert aratott.

## Művei
- Anecdota ex Ambrosianae biblioth. codicibus (Milano 1697-98; folyt. Padova 1713)
- Anecdota graeca (uo. 1709)
- Rerum italicarum scriptores (Milano, 1723-51, 29 köt.); ezt Tartini (Firenze 1748-70) s Mitarelli (Velence 1771) folytatták.
- Antiquitates italicae medii aevi (Milano, 1744-49, 1-6; Arezzo, 1770-80, 7-23)
- Annali d'Italia (Milano, 1744-49, 12 köt.)
- Della perfetta poesia italiana (új kiadás, uo. 1821, 3 köt.)
- Novus thesaurus veterum inscriptionum (uo. 1839-42, 4 köt.)

## Magyarul
- Lamindus Britaniusnak, avagy Muratorius Lajos Antalnak, a' felséges mutinai hertzeg' könyv-tartó háza' fő gondviselőjének, a' keresztény embernek valóságos áhitatosságáról költt munkája. Először olaszból deákra fordíttatott, most pedig magyar nyelven ki-botsáttatott; Nagy Ignác; Bauer Károly József, Eger, 1763
- A' nagy parantsolatnak tudniillik a' felebarati szeretetnek igaz magyarazatja, mellyet hajdon irt Muratorius Lajos Antal, most pedig fordított Galfalvi Ozdi Ferenc; Trattner Tamás, Bécs, 1776